# Wybory prezydenckie w Słowenii w 2012 roku

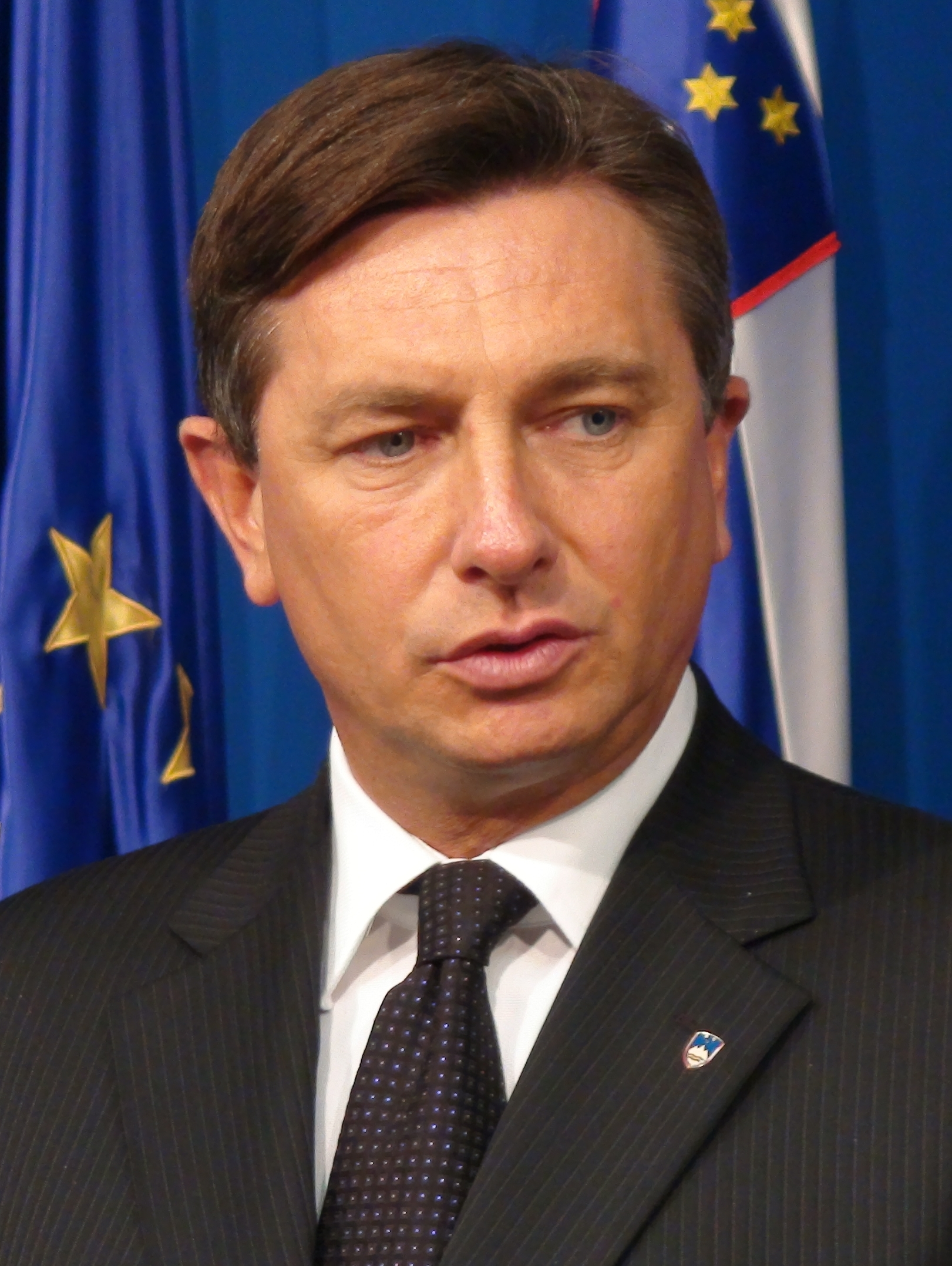
Borut Pahor – były premier, kandydat Socjaldemokratów, zwycięzca wyborów

Wybory prezydenckie w Słowenii w 2012 roku odbyły się w dwóch turach – w dniach 11 listopada i 2 grudnia 2012. W ich wyniku wyłoniono Prezydenta Republiki Słowenii na kolejną pięcioletnią kadencję. Wybory zakończyły się zwycięstwem byłego premiera Boruta Pahora, który w drugiej turze głosowania pokonał ubiegającego się o reelekcję prezydenta Danila Türka.

## Ordynacja wyborcza
Ordynacja wyborcza przewidywała, że kandydata na ten urząd może zgłosić:
- 10 posłów do Zgromadzenia Państwowego,
- 5000 wyborców,
- partia lub partie polityczne wraz z 3 posłami do Zgromadzenia Państwowego lub 3000 wyborców.

Prezydenta wybiera się większością głosujących, przy braku uzyskania przez któregokolwiek z kandydatów 50% głosów przeprowadza się drugą turę między dwoma kandydatami z najwyższym poparciem.

## Kandydaci
W wyborach wystartowało trzech kandydatów. Prezydent Danilo Türk w walce o drugą kadencję dostał poparcie opozycyjnej Pozytywnej Słowenii, współrządzącej partii emerytów oraz czterech ugrupowań pozaparlamentarnych (w tym Zaresu i Liberalnej Demokracji Słowenii). Były premier Borut Pahor otrzymał wsparcie swojego macierzystego ugrupowania Socjaldemokratów i koalicyjnej Listy Obywatelskiej. Słoweńska Partia Demokratyczna wystawiła europosła i byłego ministra Milana Zvera, którego poparła też Nowa Słowenia.
Sondaże przed pierwszą turą wskazywały regularnie na prowadzenie Danila Türka nad Borutem Pahorem i Milanem Zverem, przy znacznym odsetku osób niezdecydowanych (łącznie z deklarującymi niegłosowanie do blisko 30%).

## Wyniki
| Kandydat                         | Pierwsza tura | Pierwsza tura | Druga Tura | Druga Tura |
| Kandydat                         | Głosy         | %             | Głosy      | %          |
| -------------------------------- | ------------- | ------------- | ---------- | ---------- |
| Borut Pahor                      | 326 006       | 39,87         | 478 859    | 67,37      |
| Danilo Türk                      | 293 429       | 35,88         | 231 971    | 32,63      |
| Milan Zver                       | 198 337       | 24,25         |            |            |
| Głosy ważne razem                | 817 772       | 98,69         | 710 830    | 97,95      |
| Głosy nieważne/puste             | 10 852        | 1,31          | 14 870     | 3,05       |
| Razem                            | 828 624       | 100           | 725 700    | 100        |
| Liczba wyborców i frekwencja     | 1 711 779     | 48,41         | 1 711 097  | 42,41      |
| Źródło: Državna volilna komisija |               |               |            |            |